# Servas (Gard)
Pour les articles homonymes, voir Servas.
Servas est une commune française située dans le nord du département du Gard, en région Occitanie.
Exposée à un climat méditerranéen, elle est drainée par l'Aubarou et par deux autres cours d'eau. La commune possède un patrimoine naturel remarquable composé d'une zone naturelle d'intérêt écologique, faunistique et floristique.
Servas est une commune rurale qui compte 221 habitants en 2022, après avoir connu une forte hausse de la population depuis 1968. Elle fait partie de l'aire d'attraction d'Alès. Ses habitants sont appelés les Servasiens ou  Servasiennes.

## Géographie
Le village de Servas est situé à 10 km à l'est d'Alès.

### Communes limitrophes
Les communes limitrophes sont Allègre-les-Fumades, Mons, Navacelles, Les Plans, Rousson et Salindres.
| Rousson   | Allègre-les-Fumades | Navacelles |
| Salindres | Servas              | Les Plans  |
|           | Mons                |            |

### Climat
Pour des articles plus généraux, voir Climat de l'Occitanie et Climat du Gard.
En 2010, le climat de la commune est de type climat méditerranéen franc, selon une étude s'appuyant sur une série de données couvrant la période 1971-2000. En 2020, Météo-France publie une typologie des climats de la France métropolitaine dans laquelle la commune est exposée à un climat méditerranéen et est dans la région climatique Provence, Languedoc-Roussillon, caractérisée par une pluviométrie faible en été, un très bon ensoleillement (2 600 h/an), un été chaud (21,5 °C), un air très sec en été, sec en toutes saisons, des vents forts (fréquence de 40 à 50 % de vents > 5 m/s) et peu de brouillards.
Pour la période 1971-2000, la température annuelle moyenne est de 13,3 °C, avec une amplitude thermique annuelle de 17,3 °C. Le cumul annuel moyen de précipitations est de 961 mm, avec 7 jours de précipitations en janvier et 3,3 jours en juillet. Pour la période 1991-2020, la température moyenne annuelle observée sur la station météorologique la plus proche, située sur la commune de Salindres à 3 km à vol d'oiseau, est de 14,0 °C et le cumul annuel moyen de précipitations est de 1 092,1 mm,. Pour l'avenir, les paramètres climatiques de la commune estimés pour 2050 selon différents scénarios d'émission de gaz à effet de serre sont consultables sur un site dédié publié par Météo-France en novembre 2022.

### Milieux naturels et biodiversité

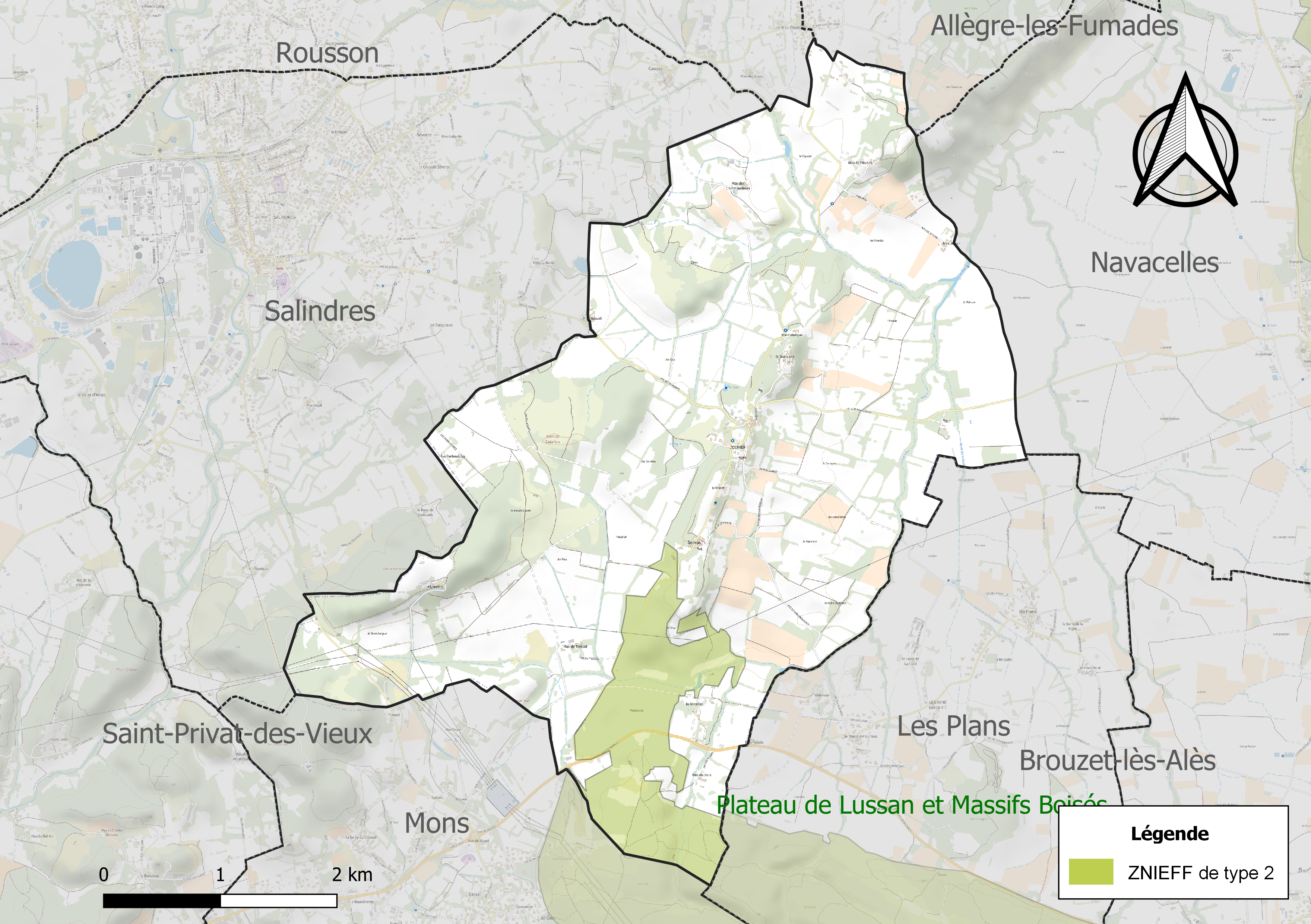
Carte de la ZNIEFF de type 2 localisée sur la commune.

L’inventaire des zones naturelles d'intérêt écologique, faunistique et floristique (ZNIEFF) a pour objectif de réaliser une couverture des zones les plus intéressantes sur le plan écologique, essentiellement dans la perspective d’améliorer la connaissance du patrimoine naturel national et de fournir aux différents décideurs un outil d’aide à la prise en compte de l’environnement dans l’aménagement du territoire.
Une ZNIEFF de type 2 est recensée sur la commune :
le « plateau de Lussan et Massifs Boisés » (37 159 ha), couvrant 40 communes du département.

## Urbanisme

### Typologie
Au 1er janvier 2024, Servas est catégorisée commune rurale à habitat très dispersé, selon la nouvelle grille communale de densité à sept niveaux définie par l'Insee en 2022.
Elle est située hors unité urbaine. Par ailleurs la commune fait partie de l'aire d'attraction d'Alès, dont elle est une commune de la couronne,. Cette aire, qui regroupe 64 communes, est catégorisée dans les aires de 50 000 à moins de 200 000 habitants,.

### Occupation des sols
L'occupation des sols de la commune, telle qu'elle ressort de la base de données européenne d’occupation biophysique des sols Corine Land Cover (CLC), est marquée par l'importance des territoires agricoles (76,1 % en 2018), une proportion sensiblement équivalente à celle de 1990 (75,9 %). La répartition détaillée en 2018 est la suivante : 
zones agricoles hétérogènes (43,3 %), terres arables (25,3 %), forêts (14,6 %), milieux à végétation arbustive et/ou herbacée (9,3 %), prairies (6,3 %), cultures permanentes (1,3 %). L'évolution de l’occupation des sols de la commune et de ses infrastructures peut être observée sur les différentes représentations cartographiques du territoire : la carte de Cassini (XVIIIe siècle), la carte d'état-major (1820-1866) et les cartes ou photos aériennes de l'IGN pour la période actuelle (1950 à aujourd'hui).

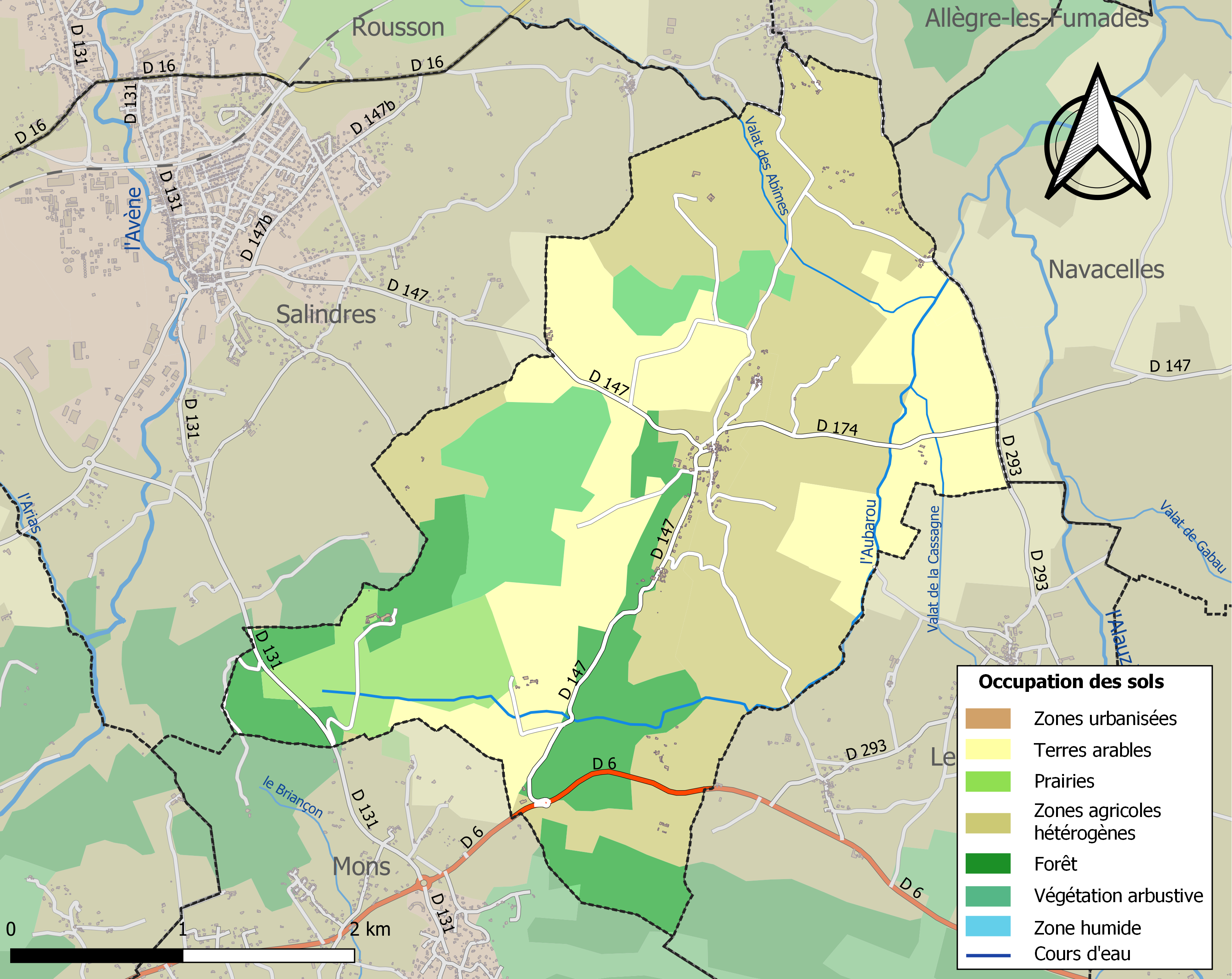
Carte des infrastructures et de l'occupation des sols de la commune en 2018 (CLC).

### Risques majeurs
Le territoire de la commune de Servas est vulnérable à différents aléas naturels : météorologiques (tempête, orage, neige, grand froid, canicule ou sécheresse), inondations, feux de forêts, mouvements de terrains et séisme (sismicité faible). Il est également exposé à un risque technologique, le transport de matières dangereuses, et à un risque particulier : le risque de radon. Un site publié par le BRGM permet d'évaluer simplement et rapidement les risques d'un bien localisé soit par son adresse soit par le numéro de sa parcelle.

#### Risques naturels
Certaines parties du territoire communal sont susceptibles d’être affectées par le risque d’inondation par débordement de cours d'eau et par une crue torrentielle ou à montée rapide de cours d'eau, notamment La commune a été reconnue en état de catastrophe naturelle au titre des dommages causés par les inondations et coulées de boue survenues en 1982, 1983, 1987, 1992, 1993, 1995, 1997, 1998 et 2002,.

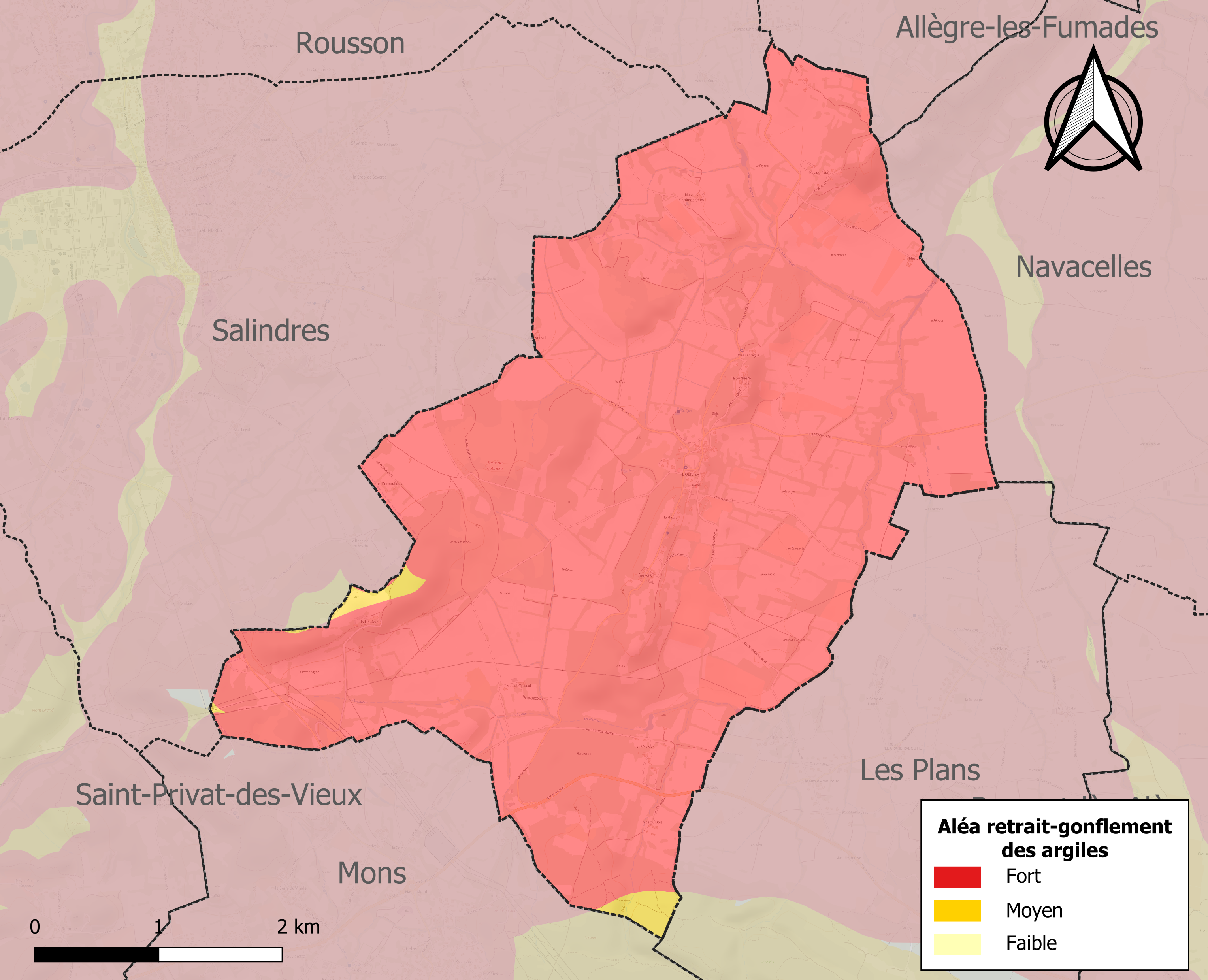
Carte des zones d'aléa retrait-gonflement des sols argileux de Servas.

La commune est vulnérable au risque de mouvements de terrains constitué principalement du retrait-gonflement des sols argileux. Cet aléa est susceptible d'engendrer des dommages importants aux bâtiments en cas d’alternance de périodes de sécheresse et de pluie. La totalité de la commune est en aléa moyen ou fort (67,5 % au niveau départemental et 48,5 % au niveau national). Sur les 99 bâtiments dénombrés sur la commune en 2019, 99 sont en aléa moyen ou fort, soit 100 %, à comparer aux 90 % au niveau départemental et 54 % au niveau national. Une cartographie de l'exposition du territoire national au retrait gonflement des sols argileux est disponible sur le site du BRGM,.
Par ailleurs, afin de mieux appréhender le risque d’affaissement de terrain, l'inventaire national des cavités souterraines permet de localiser celles situées sur la commune.
Concernant les mouvements de terrains, la commune a été reconnue en état de catastrophe naturelle au titre des dommages causés par la sécheresse en 2017 et par des mouvements de terrain en 1983.

#### Risques technologiques
Le risque de transport de matières dangereuses sur la commune est lié à sa traversée par des infrastructures routières ou ferroviaires importantes ou la présence d'une canalisation de transport d'hydrocarbures. Un accident se produisant sur de telles infrastructures est en effet susceptible d’avoir des effets graves au bâti ou aux personnes jusqu’à 350 m, selon la nature du matériau transporté. Des dispositions d’urbanisme peuvent être préconisées en conséquence.

#### Risque particulier
Dans plusieurs parties du territoire national, le radon, accumulé dans certains logements ou autres locaux, peut constituer une source significative d’exposition de la population aux rayonnements ionisants. Certaines communes du département sont concernées par le risque radon à un niveau plus ou moins élevé. Selon la classification de 2018, la commune de Servas est classée en zone 2, à savoir zone à potentiel radon faible mais sur lesquelles des facteurs géologiques particuliers peuvent faciliter le transfert du radon vers les bâtiments.

## Héraldique
| Blason de Servas | Blason  | D'or à la fasce losangée d'argent et de sinople. |
| Blason de Servas | Détails | Le statut officiel du blason reste à déterminer. |

## Politique et administration

### Rattachements électoraux
Pour l'élection des députés, elle fait partie de la quatrième circonscription du Gard.

### Tendances politiques et résultats
| Période                                  | Période  | Identité                | Étiquette | Qualité  |
| ---------------------------------------- | -------- | ----------------------- | --------- | -------- |
| avant 1981                               | ?        | Joseph Varin d'Ainvelle |           |          |
| mars 2001                                | En cours | Roch Varin d'Ainvelle   | DVD       | Retraité |
| Les données manquantes sont à compléter. |          |                         |           |          |

## Démographie
L'évolution du nombre d'habitants est connue à travers les recensements de la population effectués dans la commune depuis 1793. Pour les communes de moins de 10 000 habitants, une enquête de recensement portant sur toute la population est réalisée tous les cinq ans, les populations de référence des années intermédiaires étant quant à elles estimées par interpolation ou extrapolation. Pour la commune, le premier recensement exhaustif entrant dans le cadre du nouveau dispositif a été réalisé en 2005.

En 2022, la commune comptait 221 habitants, en évolution de +6,76 % par rapport à 2016 (Gard : +2,97 %, France hors Mayotte : +2,11 %).
| 1793 | 1800 | 1806 | 1821 | 1831 | 1836 | 1841 | 1846 | 1851 |
| ---- | ---- | ---- | ---- | ---- | ---- | ---- | ---- | ---- |
| 150  | 153  | 146  | 140  | 183  | 174  | 170  | 190  | 244  |

| 1856 | 1861 | 1866 | 1872 | 1876 | 1881 | 1886 | 1891 | 1896 |
| ---- | ---- | ---- | ---- | ---- | ---- | ---- | ---- | ---- |
| 304  | 289  | 276  | 326  | 293  | 265  | 291  | 269  | 274  |

| 1901 | 1906 | 1911 | 1921 | 1926 | 1931 | 1936 | 1946 | 1954 |
| ---- | ---- | ---- | ---- | ---- | ---- | ---- | ---- | ---- |
| 253  | 297  | 215  | 219  | 187  | 186  | 180  | 149  | 143  |

| 1962 | 1968 | 1975 | 1982 | 1990 | 1999 | 2005 | 2006 | 2010 |
| ---- | ---- | ---- | ---- | ---- | ---- | ---- | ---- | ---- |
| 142  | 115  | 127  | 125  | 138  | 152  | 183  | 187  | 194  |

| 2015 | 2020 | 2022 | - | - | - | - | - | - |
| ---- | ---- | ---- | - | - | - | - | - | - |
| 205  | 207  | 221  | - | - | - | - | - | - |

## Économie

### Revenus
En 2018  (données Insee publiées en septembre 2021), la commune compte 80 ménages fiscaux, regroupant 202 personnes. La médiane du revenu disponible par unité de consommation est de 23 530 € (20 020 € dans le département).

### Emploi
|                | 2008   | 2013   | 2018  |
| -------------- | ------ | ------ | ----- |
| Commune        | 7 %    | 10,9 % | 7,1 % |
| Département    | 10,6 % | 12 %   | 12 %  |
| France entière | 8,3 %  | 10 %   | 10 %  |

En 2018, la population âgée de 15 à 64 ans s'élève à 127 personnes, parmi lesquelles on compte 74,6 % d'actifs (67,5 % ayant un emploi et 7,1 % de chômeurs) et 25,4 % d'inactifs,. Depuis 2008, le taux de chômage communal (au sens du recensement) des 15-64 ans est inférieur à celui de la France et du département.
La commune fait partie de la couronne de l'aire d'attraction d'Alès, du fait qu'au moins 15 % des actifs travaillent dans le pôle,. Elle compte 22 emplois en 2018, contre 18 en 2013 et 33 en 2008. Le nombre d'actifs ayant un emploi résidant dans la commune est de 85, soit un indicateur de concentration d'emploi de 25,8 % et un taux d'activité parmi les 15 ans ou plus de 54 %.
Sur ces 85 actifs de 15 ans ou plus ayant un emploi, 16 travaillent dans la commune, soit 19 % des habitants. Pour se rendre au travail, 95,3 % des habitants utilisent un véhicule personnel ou de fonction à quatre roues, 2,4 % s'y rendent en deux-roues, à vélo ou à pied et 2,4 % n'ont pas besoin de transport (travail au domicile).

### Activités hors agriculture
21 établissements sont implantés  à Servas au 31 décembre 2019. Le tableau ci-dessous en détaille le nombre par secteur d'activité et compare les ratios avec ceux du département,.
Le secteur du commerce de gros et de détail, des transports, de l'hébergement et de la restauration est prépondérant sur la commune puisqu'il représente 28,6 % du nombre total d'établissements de la commune (6 sur les 21 entreprises implantées  à Servas), contre 30 % au niveau départemental.

### Agriculture
La commune est dans les Garrigues, une petite région agricole occupant le centre du département du Gard. En 2020, l'orientation technico-économique de l'agriculture  sur la commune est la polyculture et/ou le polyélevage.
|               | 1988 | 2000 | 2010 | 2020 |
| ------------- | ---- | ---- | ---- | ---- |
| Exploitations | 15   | 11   | 11   | 12   |
| SAU (ha)      | 509  | 493  | 566  | 694  |

Le nombre d'exploitations agricoles en activité et ayant leur siège dans la commune est passé de 15 lors du recensement agricole de 1988  à 11 en 2000 puis à 11 en 2010 et enfin à 12 en 2020, soit une baisse de 20 % en 32 ans. Le même mouvement est observé à l'échelle du département qui a perdu pendant cette période 61 % de ses exploitations,. La surface agricole utilisée sur la commune a quant à elle augmenté, passant de 509 ha en 1988 à 694 ha en 2020. Parallèlement la surface agricole utilisée moyenne par exploitation a augmenté, passant de 34 à 58 ha.

## Culture locale et patrimoine

### Lieux et monuments
- Église Saint-Jean-Baptiste de Servas.
- Une stèle portant l'inscription  « Aux martyrs du Puits de Célas » est érigée en 1951 au croisement de la route Alès - Bagnols-sur-Cèze et un Mémorial des Martyrs du Puits de Célas est réalisé en 1972 sous le chevalet de l'ancienne mine de lignite[27].

### Personnalités liées à la commune
- Félix Varin d'Ainvelle, mort au château de Servas.